# Koninklijk Werk IBIS

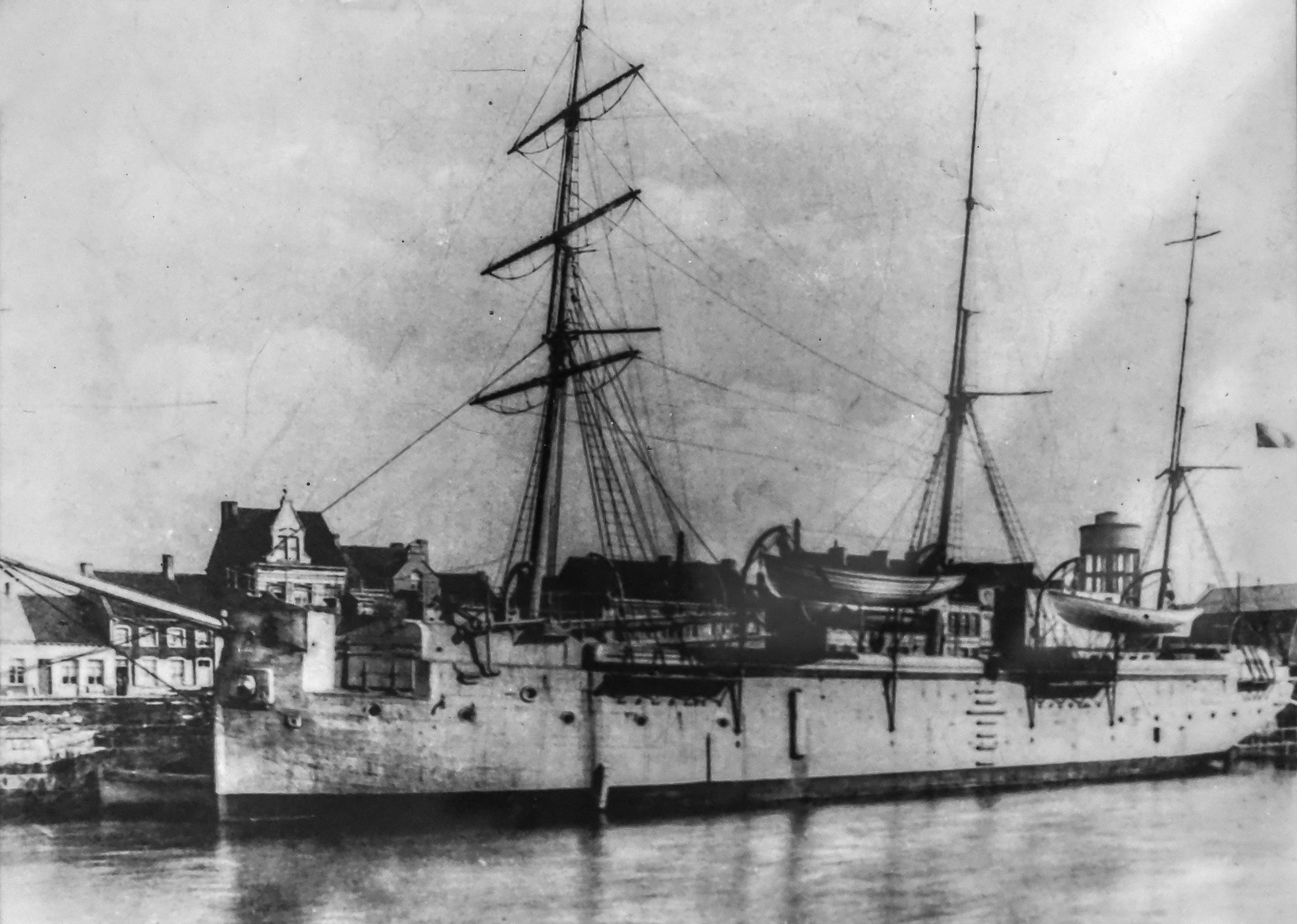
Het schoolschip IBIS in Bredene

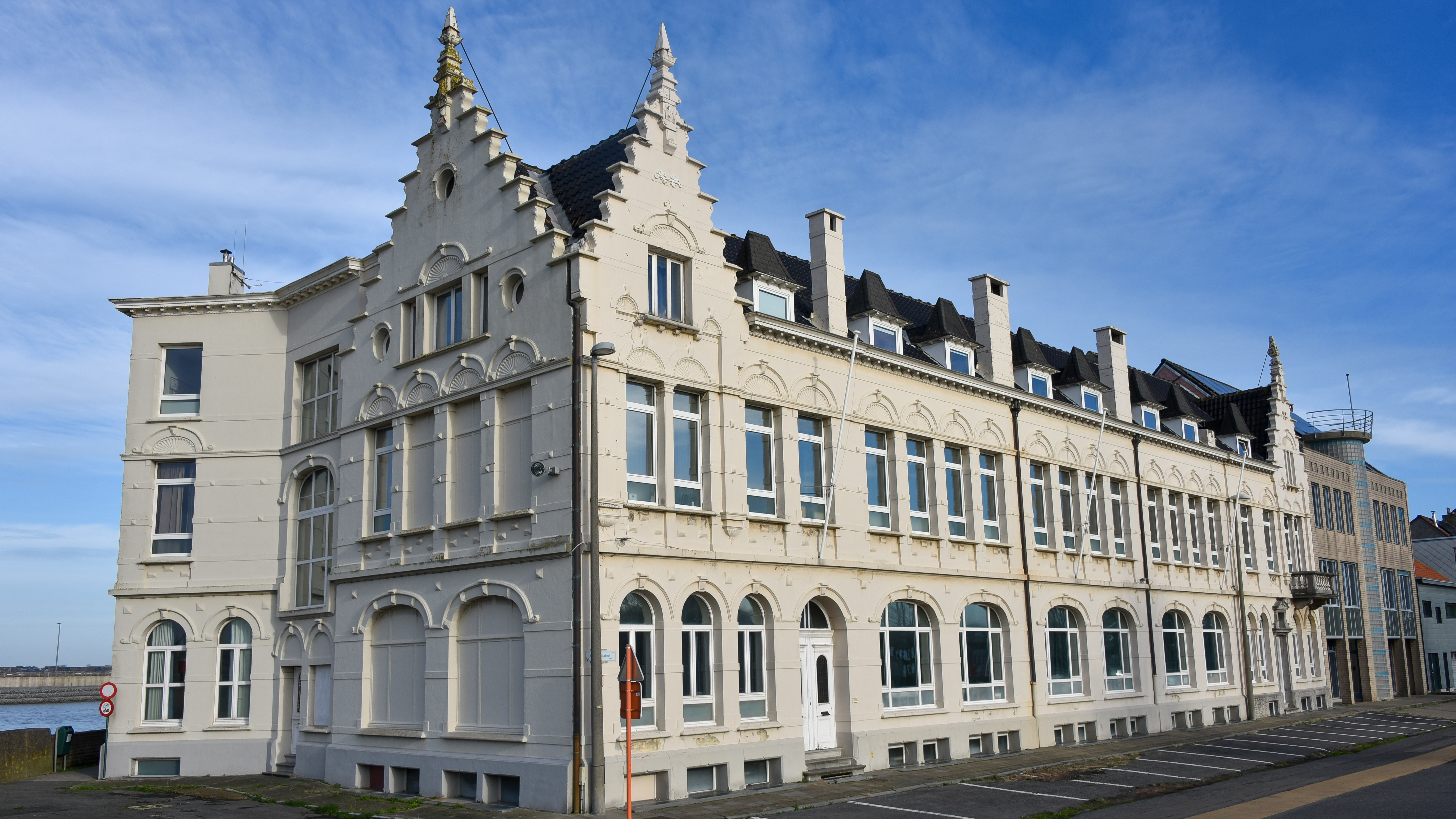
De gebouwen van het Koninklijk Werk IBIS aan de Prinses Elisabethlaan te Bredene (2022)

Koninklijk Werk IBIS is een instituut in de Belgische gemeente Bredene, meer bepaald in de wijk Sas-Slijkens. Het instituut werd in 1906 door prins Albert opgericht, de latere koning Albert I. Oorspronkelijk was het doel om kinderen met achterstand uit maritieme milieus en wezen van vissers een zeemansopleiding te geven.

## Huidige opdracht en doelstelling
Het instituut geeft de haar toevertrouwde kinderen, met een vaak getekend verleden, volle aandacht en begeleiding om zich te kunnen ontplooien in een maritieme sfeer als leer- en leefkader. Zowel onvoorwaardelijke totaalzorg, permanente opvang, maatschappelijke hulpverlening en nazorg wordt aangeboden. Het internaat en de school die voorziet in lager onderwijs, secundair onderwijs 1e en 2e graad en Maritieme Technieken Dek maken dit mogelijk. De school behoort tot het vrij gesubsidieerd, niet confessioneel onderwijs.

## Historiek
De stichtingsvergadering van het instituut ging op 6 juli 1906 door op het stadhuis van Oostende. De prins had In Liverpool een Brits schoolschip gekocht, de IBIS waarin men de activiteiten van het instituut onderbracht. Op 29 augustus 1908 bezocht hij, samen met zijn echtgenote prinses Elisabeth de school terwijl de lessen bezig waren.

### Financiering
Prins Albert en een aantal weldoeners brachten initieel de nodige fondsen bij elkaar. Een directeur van het kursaal van Oostende organiseerde in 1906 een galafeest waarbij een toenmalig bekende operabariton Jean Noté en Enrico Caruso optraden. Het feest leverde meer dan 50.000 Belgische Frank op (1.250 Euro), een aanzienlijke som op dat ogenblik. Het bedrag werd integraal aan de school geschonken. Een tweede concert volgde in 1909. In 1908 werd IBIS een coöperatieve vennootschap met beperkte aansprakelijkheid waarvan het sociaal fonds 500.000 Belgische Frank bedroeg, verdeeld in honderd aandelen van vijfduizend Belgische Frank. Ernest Solvay was een van de aandeelhouders.
In 1927 vomde men deze vennootschap om in een vereniging zonder winstoogmerk.

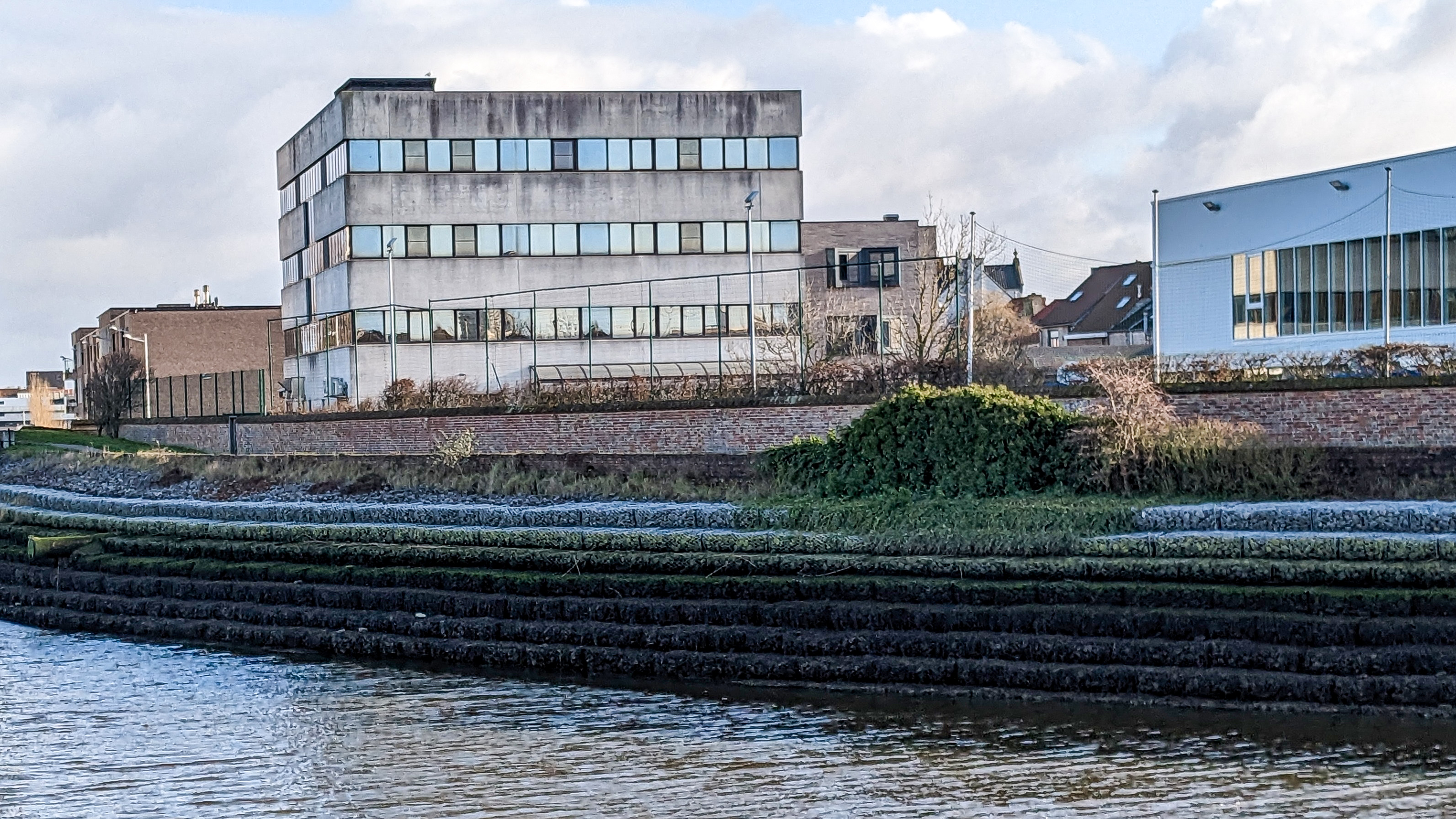
Het internaat in 2023

### Schoolschip IBIS

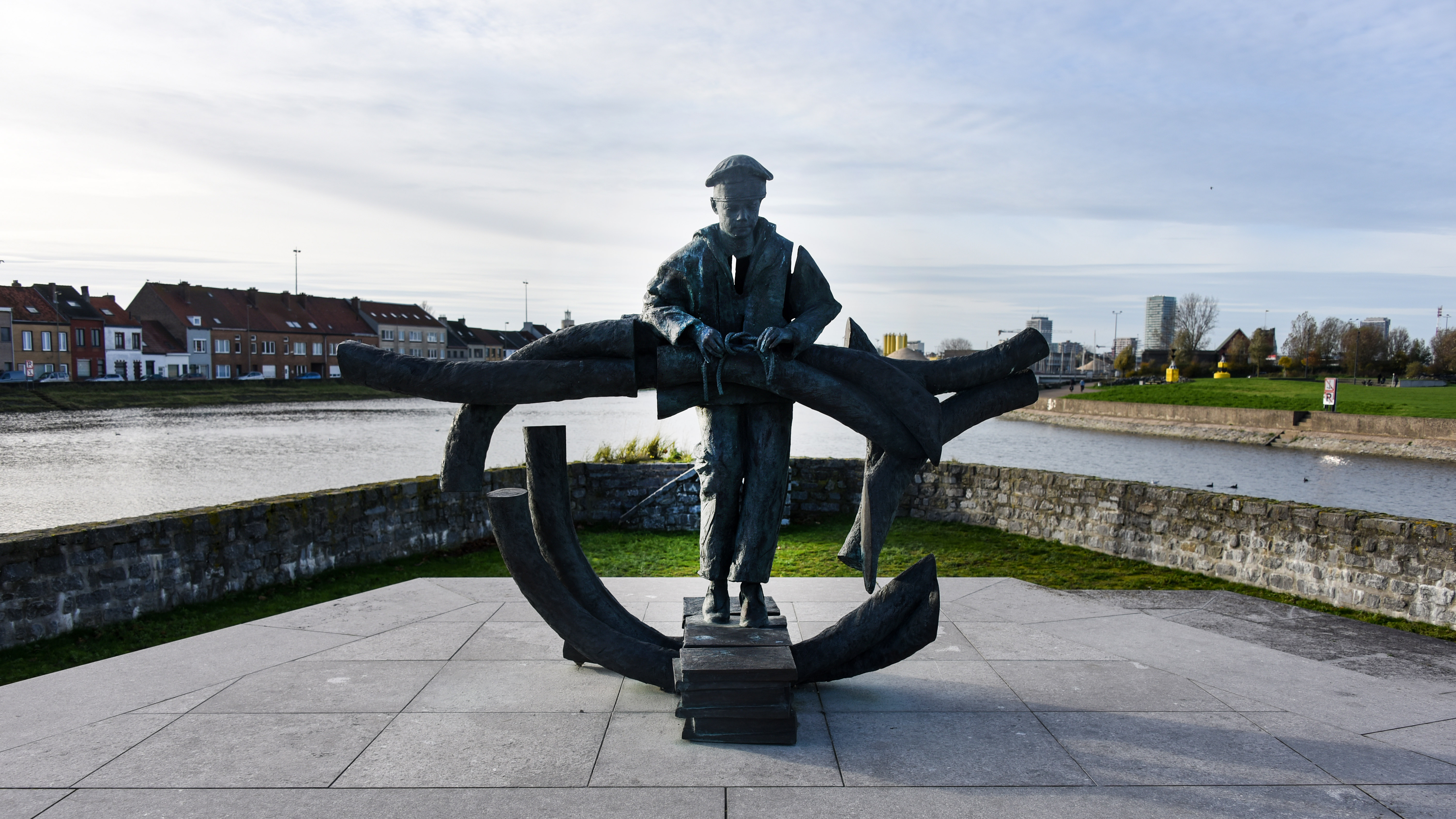
De Ibisjongen (Bernard Vandenberghe) aan het gebouw (2022)

IBIS werd in 1886-87 gebouwd en had nooit dienst gedaan. Het was een oorlogskorvet van de Britse marine, Albacore gedoopt. De stoommachines werden verwijderd om plaats te maken voor de studiezaal. De kanonnen haalde men ook weg en de geschutspoorten werden verwijderd en vervangen door vensters.
Het instituut onderbrengen in een schip had meerdere voordelen. Men bespaarde zo op de kosten voor de eerste installatie. Het versterkte of behield de band die de leerlingen hadden met de zee en maakte hem vertrouwd met het leven aan boord van een schip. Langer in open lucht zijn bracht ook voordelen voor de gezondheid van de kinderen.
Op het achterdek werd een 16 m² grote ontvangstzaal ingericht. De studiezaal, 15 m lang diende ook als refter. Er was plaats voor 60 leerlingen. Er werden meerdere schoolschepen aangekocht; het laatste was IBIS IX.

### Opleiding
Een vissersopleiding bestond er bijna niet voor de 20e eeuw. De vorming steunde op ervaring die vaak van vader op zoon werd doorgegeven. In 1886 startte men in Oostende met een visserijklas die aan het basisonderwijs was gehecht. Andere kustgemeentes volgden. Toen stoommachines en verbrandingsmotoren hun intrede deden, werd verder doorgedreven opleiding nodig. De ondernemingen die zich met visserij bezig hielden, kwamen destijds niet tegemoet aan deze vraag.
Gemiddeld deed het schoolschip 25 reizen per jaar met zes leerlingen aan boord, aangeduid via een beurtrol, voor een periode van 80 dagen.

### Wijzigingen

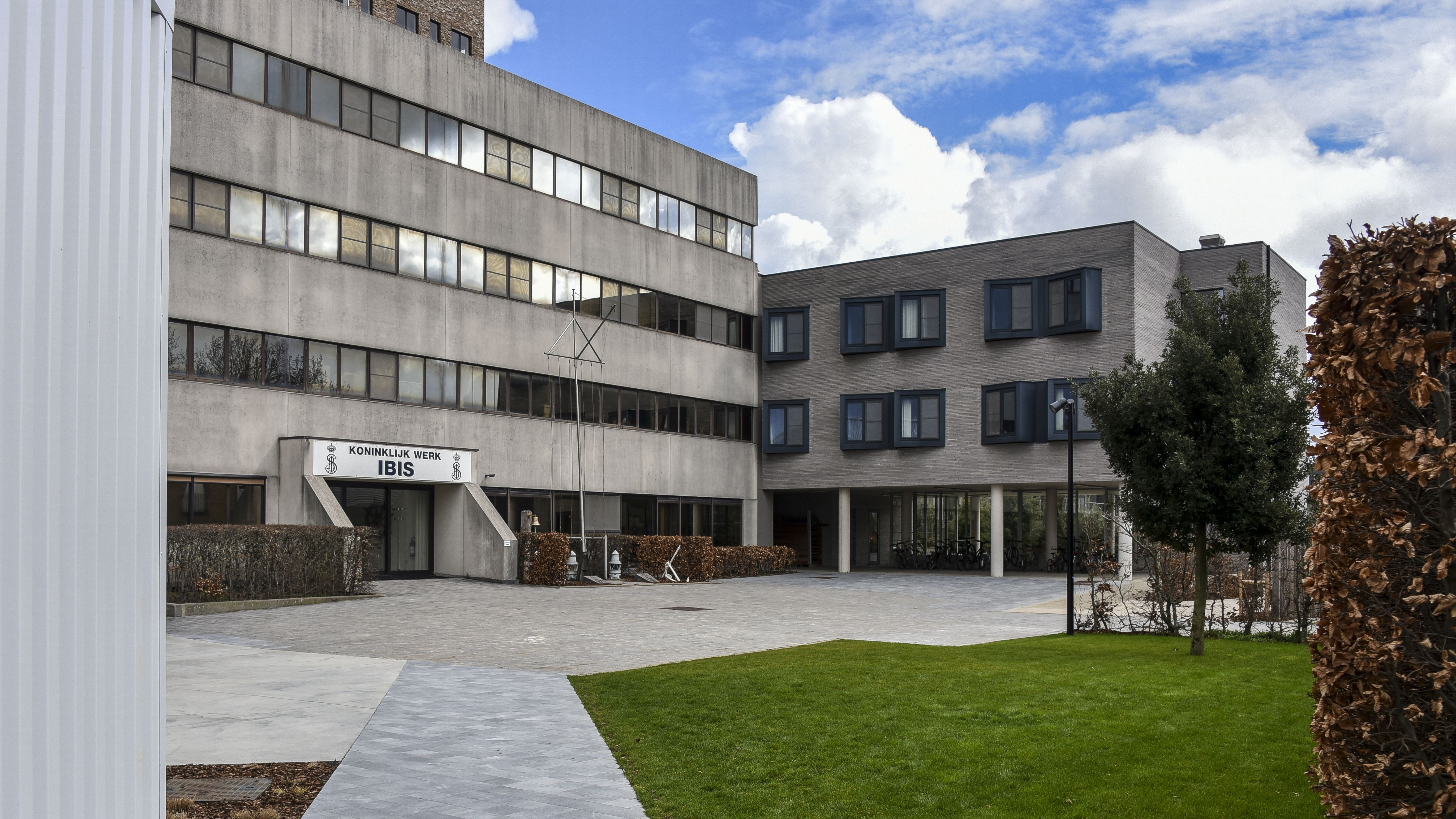
Internaat

Het onderwijs werd later ook voorzien voor probleemkinderen en in een verdere fase maritiem onderwijs voor iedereen. In 1925 werd de driemaster IBIS I voor een deel verlaten en verhuisden een aantal activiteiten naar een gebouw (zie afbeelding) met internaat in ecclectische stijl op de landtong tussen het kanaal Gent-Oostende en de Noordede. Het was een voormalige brouwerij uit 1897. Aanpalende rijhuizen werden gesloopt en vervangen door nieuwbouw in aansluitende bouwtrant. 
In 1925 kocht men een nieuw opleidingsschip aan, de IBIS VIII, of O.178. Het was een stalen zeilschip, gebouwd door Cockerill Yards in Hoboken. In 1947 werd het verkocht. De vastliggende driemasterschoener IBIS I herdoopte men in 1926 tot Commandant Bultinck.
In 1936 werd een trawler op stapel gezet die in 1937 in dienst kwam als schoolschip onder de naam O.179 of IBIS IX.

## Tweede Wereldoorlog

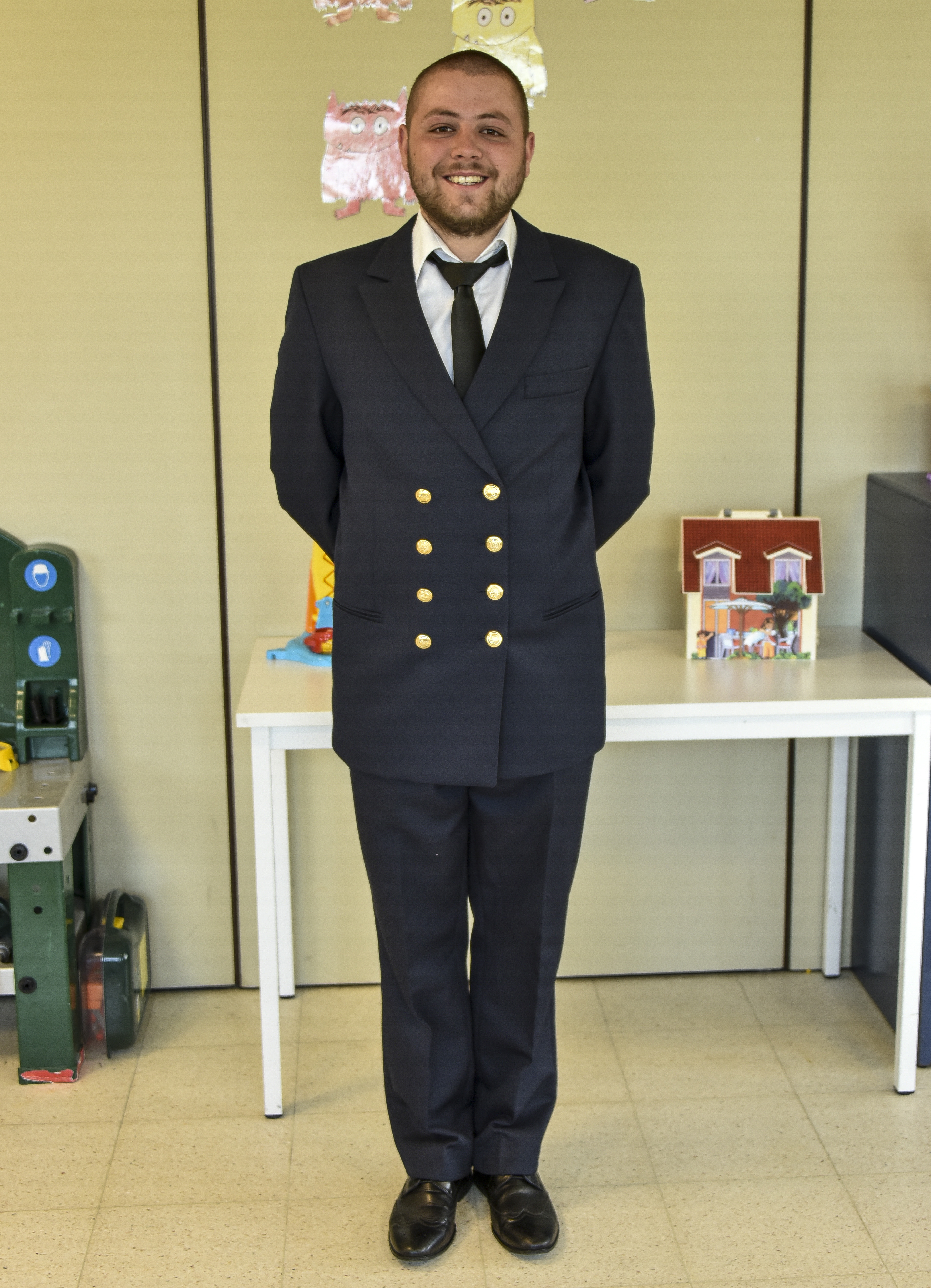
Sam, een opvoeder

Men besloot op 15 mei 1940, vijf dagen na de Duitse inval in België, de school te sluiten. In augustus bezetten het Duitse leger de lokalen terwijl het internaat weer heropend was. Men verhuisde voor korte tijd naar een voormalige kliniek ''Cappoen'' aan het kanaal Gent-Brugge te Hertsberge. Na strubbelingen met de eigenaar van het gebouw trok men naar een meelfabriek aan de Singel te Brugge.
Na de oorlog werden de activiteiten hervat in Bredene. Van de beide schepen, IBIS VIII en IX die naar Engeland waren gevaren, wist men niets.

## Naoorlogse periode
In 1949, na een carrière van 42 jaar, ging directeur G. Cambier op rust. Zijn opvolgers pasten de leerstof aan zodat het tegemoet kwam aan het opgelegde leerprogramma van 1947. Leerkachten gingen les volgen aan de Zeevaartschool te Oostende om zich in de nieuwe leerstof te bekwamen. Hieruit volgde de oprichting in 1960 van een technische afdeling als visserijschool met volledig dagonderwijs. Voorbij was de tijd van zeilschepen, stoomtreilers en eigen vastliggend opleidingsschip.
Bij de viering van het vijftigjarig bestaan in 1956 richtte men een oud-leerlingenbond op. De schoolpactwet van 1959 verplichtte tot de aparte uitbouw van lager en lager secundair zeevisserijonderwijs. In 1961 wierf men een sociaal assistente aan.
Een staatshervorming leidde in 1981 tot de oprichting van een Vlaamse regering, Gaston Geens I genoemd. Het zeevisserijonderwijs werd hierdoor van het federaal niveau overgedragen naar de Vlaamse Gemeenschap, waarbij de vorige federale verbintenissen integraal werden overgenomen.

## Infrastructuurwerken
De gezondheidsinspectie in 1954 noopte tot dringende aanpassingswerken aan de infrastructuur. Het geplande openluchtzwembad kwam er niet maar men voorzag wel de ombouw van de Patriazaal van de vroegere zusterschool tot turnzaal die er in 1957 kwam. In 1955 werd centrale verwarming aangelegd, samen met de installatie van stortbaden, ligbaden, voetbaden en wastafels. Het voormalige klooster, naast de ambtswoning, kon IBIS in 1964 aankopen. 
De Baileybrug die de kop van het Sas met Oostende verbond, werd in 1984 vervangen door een geprefabriceerde voorgespannen betonnen brugelement, gekend als de Ibisbrug. 
In 1992 stelde voorzitter admiraal André Schlim de verdere uitbreiding van de infrastructuur voor. Het omvatte de sloop van de gebouwen aan de Prinses Elisabethlaan 3, 4 en 5 om plaats te maken voor een  nieuwbouw met leefkamers, een polyvalente zaal, een naaiatelier en een bergruimte. De aangekochte panden in 1990 waaronder de voormalige rijksschool en de afgebrande feestzaal werden ook gesloopt. 
Het nieuwe weekend- en vakantieverblijf Huis André Schlim aan de Prinses Elisabethlaan 13 was in 2002 afgewerkt. Het werd een thuis voor kinderen die permanent op IBIS wonen. De woning aan de Prinses Elisabethlaan 6 richtte men in als sociale dienst. 
Het schooljaar 2006-2007 zag de uitbreiding van het instituut via erfpacht van het huis gelegen aan de Prinses Elisabethlaan 14. Het internaat bestond vanaf dan uit zeven leefgroepen: de Jantjes, de Zeemaats, de Lavers, de Scheepsjongens, de Matrozen, de Cadetten en de Aspiranten. 

### Nieuwe verblijfsinstelling
Al in de zestiger jaren van de twintigste eeuw drong zich vernieuwing van de bestaande gebouwen op. Men zocht een nieuwe locatie gezien er plannen waren voor de bouw van een nieuwe zeesluis ter hoogte van Bredene-Sas, waardoor het IBIS-gebouw zou verdwijnen. In 1971 verwierf men een 10.700 m² groot terrein langs de Taboralaan maar dit project bleek financieel niet haalbaar. Toen ook de bouw van de zeesluis werd afgevoerd, kon IBIS op zijn vertrouwde plek blijven.  
Na jaren wachten kwam men tot een masterplan dat de werken in jaren spreidde zodat het financieel haalbaar werd. Prioritair was het bouwen van een nieuwe verblijfsinstelling en de renovatie van het oorspronkelijk IBIS-gebouw. Onder de leiding van architect Jef Baekelandt kwam  het betonnen skelet in september 1984 klaar. De ingebruikstelling van het gebouw volgde in september 1985. In 1987 startten de werken om het oude IBIS-begouw te renoveren. In 1986 bevolkten negentig leerlingen IBIS, samen met veertig voltijdse en vijf gedeeltelijk terwerkgestelde personeelsleden. De Mariaschool herbergde twee klaslokalen waarvan de renovatie in 1987 was afgerond. 

## Rationalisatie zeevisserijonderwijs
De Vlaamse Gemeenschap voorzag in 1990 dat het zeevisserijonderwijs ingepast moest in de nieuwe onderwijsstructuur. IBIS voldeed niet, zoals andere visserijscholen, aan de opgelegde leerlingennormen. Minister Daniël Coens bezocht IBIS in september 1990 om antwoorden te vinden. Op 17 juli 1991 werd een nieuwe overeenkomst afgesloten nadat de samenwerking met onder meer het Centrum voor Maritieme Opleidingen werd geïntensifieerd. Een bijzondere opdracht voor IBIS werd  opgenomen in de nieuwe overeenkomst: instaan voor de opvoeding en verzorging, voeding en kleding van de toevertrouwde kinderen. IBIS bleef voortaan permanent open, ook tijdens weekends en vakanties voor kinderen die thuis niet konden worden opgevangen. 
In 1994 ontsnapte IBIS aan een nieuwe rationalisatieronde en fusie omwille van haar specifieke, sociale karakter en gesloten pedagogisch systeem. In 2001 gaf men de aanzet tot de integratie van de informatica- en communicatietechnologie. In 2002 koos men voor een draadloos netwerk en internetverbinding voor een twintigtal laptops. Op 29 maart 2004 bezocht prinses Mathilde IBIS.

## IBISjongen
Het kunstwerk De IBISjongen werd in 2006 geplaatst ter ere van het honderdjarig jubileum. Tijdens de viering van het eeuwfeest bezochten tweehonderdtweeënveertig oud-leerlingen hun vroegere school. Op 3 mei 2006 bezocht koning Albert II het instituut en onthulde het kunstwerk op de kop van 't Sas.